# Di Jun
Di Jun är i kinesisk mytologi Österns gud. Han var de Tio Solarnas fader, som han fick tillsammans med Xihe, liksom de tolv månarnas fader, som han fick med Changxi.